# Geometria epipolar

Caso de uso típico para a geometria epipolar
Duas câmeras tiram uma foto da mesma cena a partir de diferentes pontos de vista. A geometria epipolar, em seguida, descreve a relação entre os dois pontos de vista que resultante.

Geometria epipolar é a geometria da visão estéreo. Quando duas câmaras veem uma cena 3D a partir de duas posições distintas, há um certo número de relações geométricas entre os pontos 3D e as suas projeções para as imagens 2D que levam a restrições entre os pontos de imagem. Estas relações são derivadas com base no pressuposto de que as câmaras podem ser aproximadas pelo modelo da câmera pinhole.